# Dave Pelzer

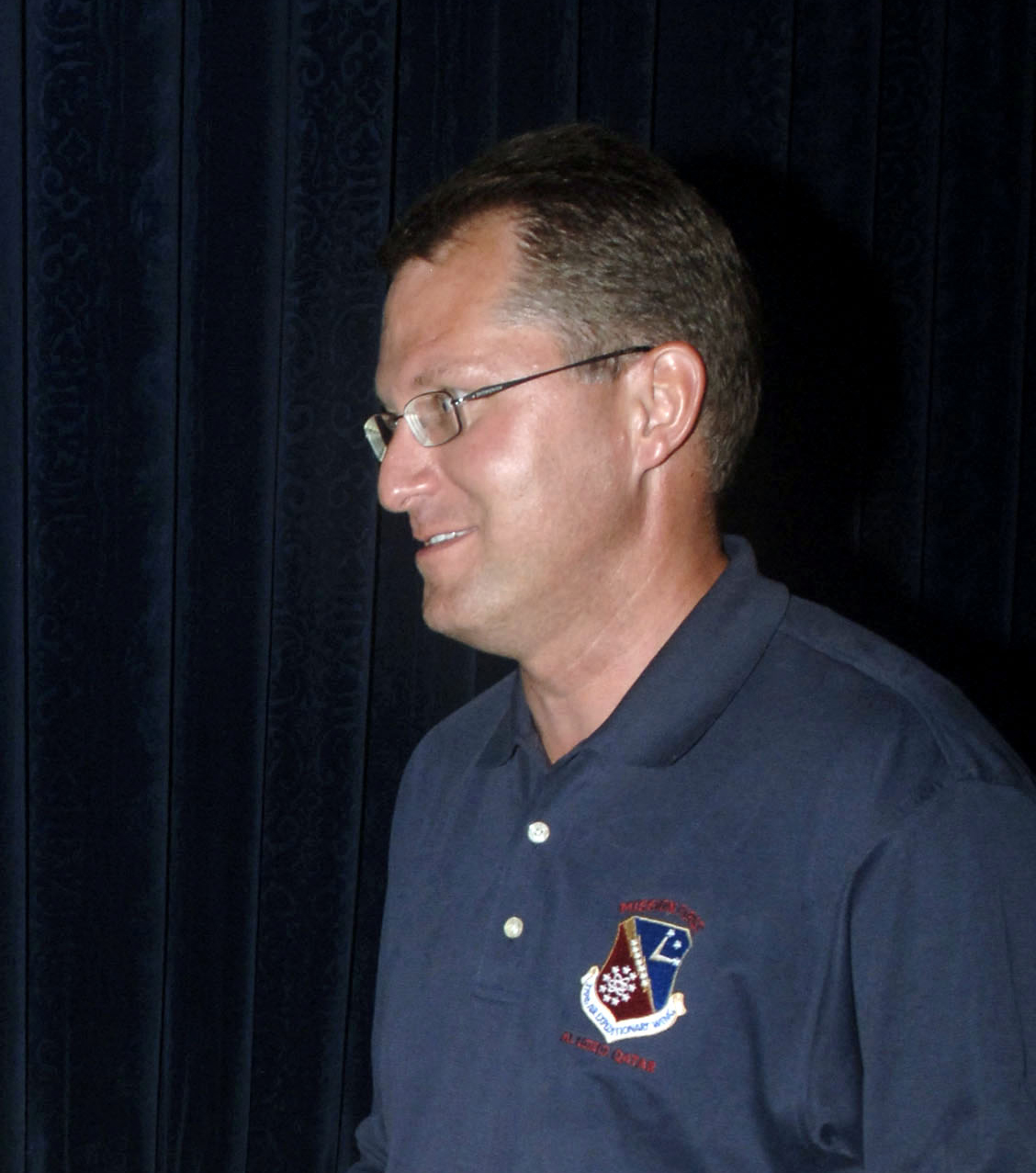
Dave Pelzer

Dave Pelzer, född 29 december 1960, är en författare från USA, som skriver om hur han blev misshandlad som barn och hur han tog sig ur det. 
Pelzers "Pojken"-trilogi består av Pojken som kallades "Det", Pojken som inte fanns och Pojken som överlevde. Han har också skrivit Livets möjligheter om sitt tonårsliv. 
På Dave Pelzers webbplats kan man läsa att två av hans böcker nominerats till Pulitzerpriset, att han bar facklan för de Olympiska sommarspelen 1996, att han vunnit utmärkelsen "Outstanding Young Persons of the World award" med flera utmärkelser.
Pelzers arbete har kritiserats, och sanningshalten i "Pojken"-trilogin ifrågasatts, i artiklar i tidningarna Mail on Sunday ("Is He Making 'It' All Up?"), New York Times Magazine ("Dysfunction for Dollars") och online-tidningen Slate ("Dave Pelzer - The Child Abuse Entrepreneur").
Efter att Dave räddats från sitt dysfunktionella hem till fosterhem blev det den yngre broderns tur att bli misshandlad, se Richard B. Pelzer.